# Kocbeře
Kocbeře (en allemand : Rettendorf) est une commune du district de Trutnov, dans la région de Hradec Králové, en République tchèque. Sa population s'élevait à 521 habitants en 2020.

## Géographie
Kocbeře se trouve à 5 km au nord-est du centre de Dvůr Králové nad Labem, à 13 km au nord-nord-est de Trutnov, à 28 km au nord de Hradec Králové et à 110 km au nord-est de Prague.
La commune est limitée par Hajnice au nord et à l'est, par Kohoutov à l'est, par Choustníkovo Hradiště et Dvůr Králové nad Labem au sud, et par Vítězná à l'ouest.

## Histoire
La première mention écrite de la localité date de 1415.